# Перколяция

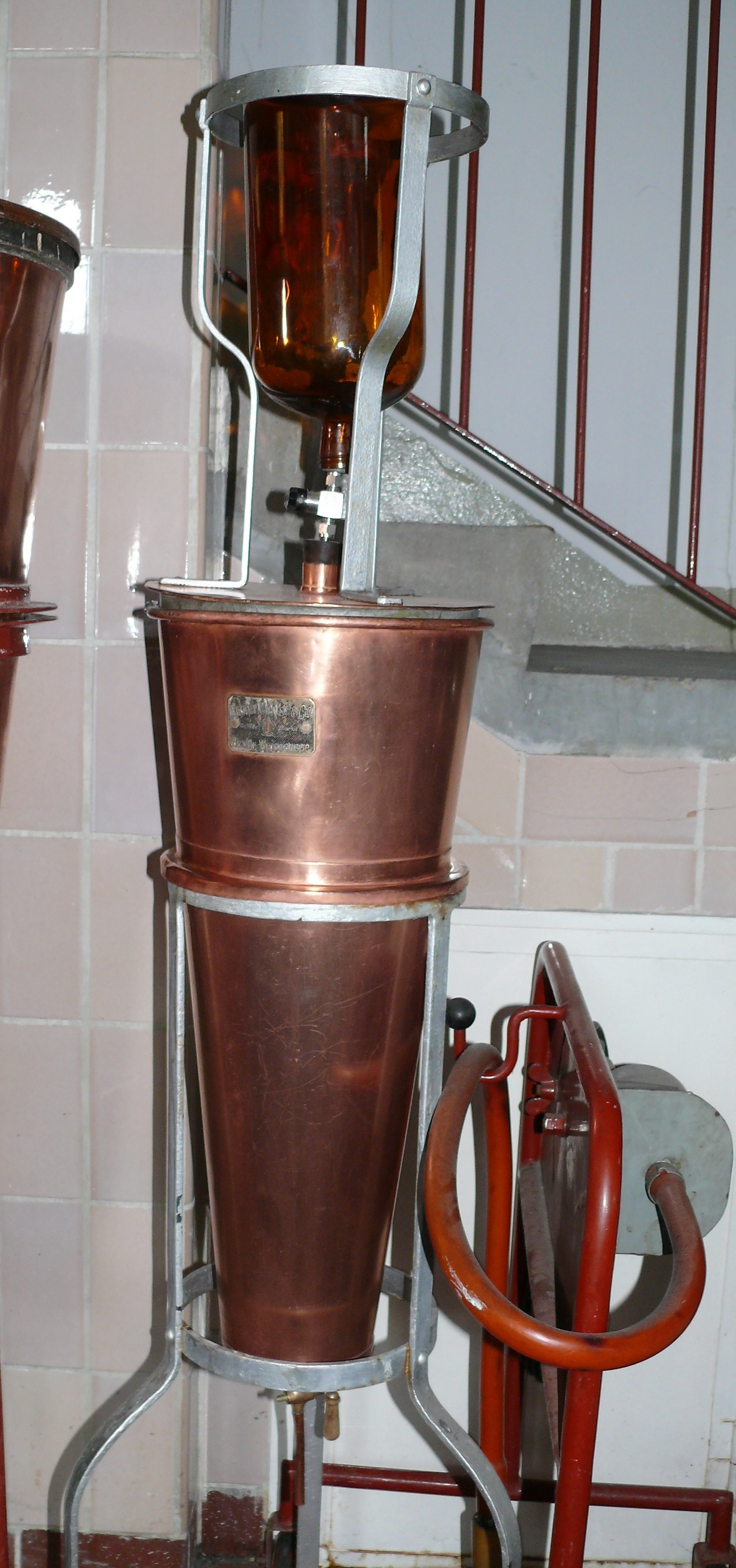
Перколятор для экстракции лекарств

Перколя́ция (от лат. percōlāre — просачиваться, протекать) — в физике и химии явление протекания или непротекания жидкостей через пористые материалы.
Изначально термин перколяция возник в гидрологии и обозначал воду, просачивающуюся через грунт. Просачивание происходит только при превышении критической ёмкости, то есть максимальной влагоёмкости почвы. Если это происходит по всей толщине ненасыщенной зоны, образуются новые грунтовые воды.
В фармацевтической технологии перколяция используется для получения активных ингредиентов из растений. Здесь обычно тёплый растворитель, такой как вода или спирт, пропускается через растения или части растений; в лабораторной практике в основном с помощью насадки Сокслета. Если несколько перколяторов подключаются последовательно (на практике до пяти), это также называется повторным соединением.
Для извлечения эфирных веществ путем «вытеснения» используются цилиндрические сосуды из меди или керамики, сужающиеся к носику. Измельчённые вещества помещают в перколятор между двумя ситами, а сверху наливают спирт крепостью 30—60 %. Раствор диффундирует и накапливается в течение нескольких дней вместе с растворимыми в спирте веществами, содержащимися в растениях. Через три-шесть дней предварительный перколят медленно сливают. В то же время щёлок[что?] продолжает поступать через приток[что?] до тех пор, пока не будут извлечены компоненты частей растения. Затем следует постперколяция, при которой делается попытка выжать оставшиеся компоненты путем добавления воды.
Хорошо известным примером перколяции является также приготовление фильтрованного кофе.

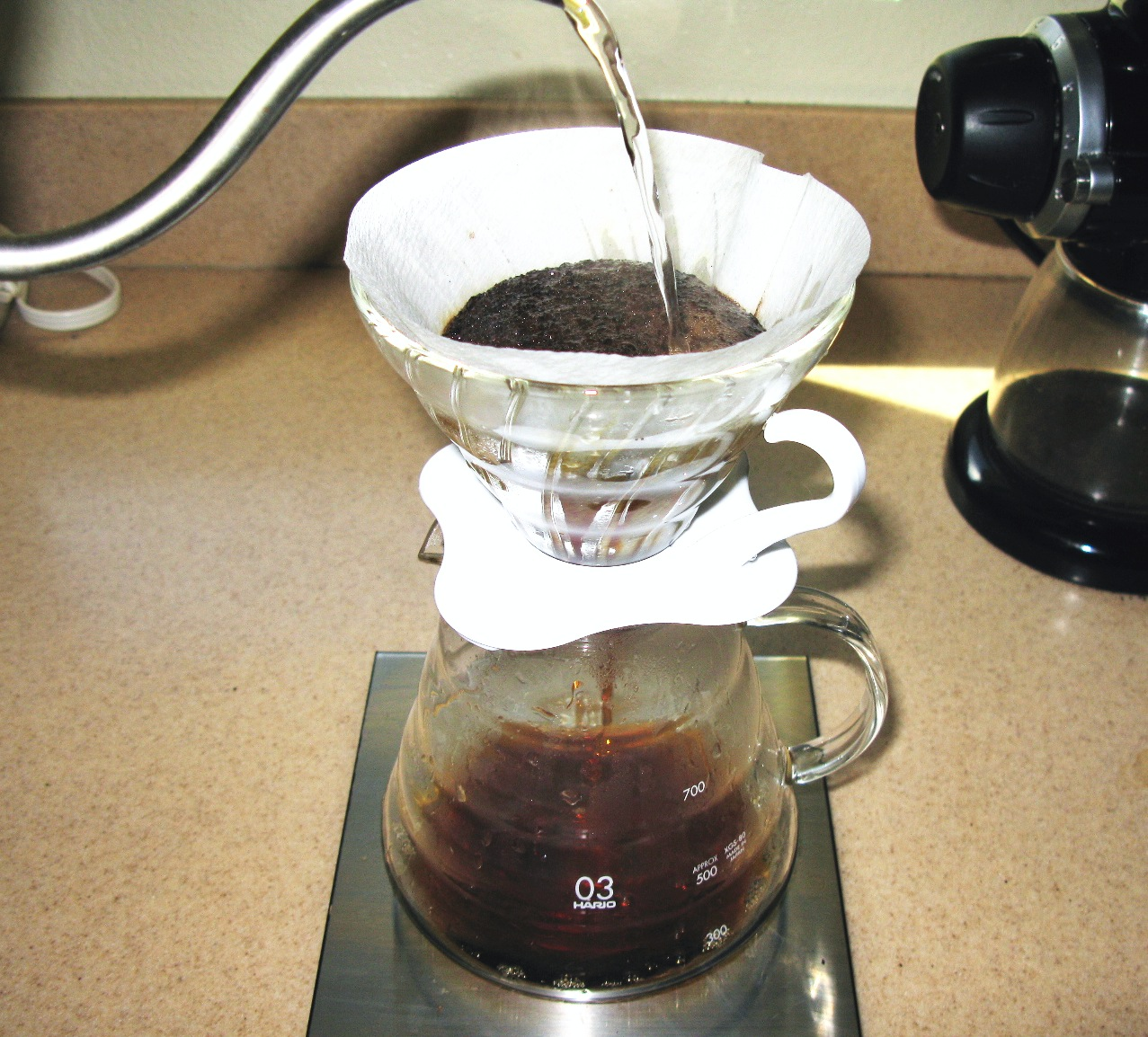
При приготовлении кофе растворимые компоненты извлекаются из молотых зёрен и попадают в воду, нерастворимые остаются на фильтре.

## Теория перколяции
Теория перколяции находит применение в описании разнообразных систем и явлений, в том числе таких, как распространение эпидемий, надёжность компьютерных сетей и протекание электричества через смесь проводящих и непроводящих частиц.
Некоторые примеры задач, которые решаются через теорию перколяции:
- Сколько надо добавить медных опилок в ящик с песком, чтобы смесь начала проводить ток?
- Какая доля людей должна быть восприимчива к болезни, чтобы стала возможной эпидемия?